# مونيكا بياتريس ماكنزي
مونيكا بياتريس ماكنزي (بالإنجليزية: Monica Beatrice McKenzie)‏ هي مُدرسة نيوزيلندية، ولدت في 23 أكتوبر 1905، وتوفيت في 5 ديسمبر 1988.